# Vadu Săpat, Prahova
Vadu Săpat este satul de reședință al comunei cu același nume din județul Prahova, Muntenia, România.